# American Pie: Naga mila
American Pie: Naga mila (ang. American Pie: The Naked Mile) – amerykański film komediowy z 2006 roku w reżyserii Joego Nussbauma, piąty film z popularnej serii American Pie. Bohaterem filmu jest Erik Stifler, który decyduje się na start w corocznym wyścigu o nazwie Naga mila.

## Fabuła
Erik Stifler jest uczniem ostatniej klasy liceum. Jego dziewczyna, Tracy, z którą jest związany od dwóch lat, nie chce jednak przeżyć z nim inicjacji seksualnej, co jest powodem jego kompleksów, a także przyczyną wielu niepowodzeń w życiu. Kiedy pewnego razu dostaje „przepustkę na weekend”, postanawia pojechać z przyjaciółmi na kampus wyższej uczelni, gdzie prym wiedzie jego kuzyn Dwight Stifler – znany imprezowicz i kobieciarz. Wspólnie z kuzynem i przyjaciółmi spędza szalony weekend, podczas którego bierze udział w dorocznej zabawie, Nagiej Mili – polegającej na przebiegnięciu dokładnie jednej mili przez nagich studentów.

## Obsada
- John White jako Erik Stifler
- Jessy Schram jako Tracy
- Jake Siegel jako Mike „Cooze” Coozeman
- Steve Talley jako Dwight Stifler
- Ross Thomas jako Ryan
- Jordan Prentice jako Rock
- Christopher McDonald jako pan Stifler
- Eugene Levy jako pan Levenstein